# Лісна Поляна (Ульяновська область)
Лісна Поляна (рос. Лесная Поляна) — селище в Старомайнському районі Ульяновської області Російської Федерації.
Населення становить 281 особу. Входить до складу муніципального утворення Кандалинське сільське поселення.

## Історія
Від 2004 року входить до складу муніципального утворення Кандалинське сільське поселення.

## Населення
| 2010 |
| ---- |
| 281  |